# Samenstelling Belgische Senaat 1977-1978
De lijst van leden van de Belgische Senaat van 1977 tot 1978. De Senaat telde toen 182  zetels. Bij de verkiezingen van 17 april 1977 werden 106 senatoren rechtstreeks verkozen. Het federale kiesstelsel was toen gebaseerd op algemeen enkelvoudig stemrecht voor alle Belgen van 21 jaar en ouder, volgens een systeem van evenredige vertegenwoordiging op basis van de Methode-D'Hondt, gecombineerd met een districtenstelsel. Er waren daarnaast ook 50 provinciale senatoren, aangeduid door de provincieraden en 25 gecoöpteerde senatoren. Tevens was er een senator van rechtswege.
De legislatuur liep van 5 mei 1977 tot 14 november 1978. Tijdens deze legislatuur was de regering-Tindemans IV in functie, die steunde op een meerderheid van christendemocraten (CVP en PSC), socialisten (PSB en BSP), Volksunie en FDF. De oppositie bestond dus uit PVV, PRLW, PL, RW en KPB-PCB. In oktober 1978 kwam de regering-Tindemans IV ten val en daarna werd een overgangsregering gevormd: de regering-Vanden Boeynants II, samengesteld uit dezelfde partijen als de regering-Tindemans IV. Deze schreef in december 1978 vervroegde verkiezingen uit.

## Samenstelling
|  | PSB-BSP   | 20+12 | 8+5 | 4+3 | 52 |  | PSB-BSP   | 52 |
|  | CVP       | 28    | 14  | 7   | 49 |  | CVP       | 49 |
|  | PSC       | 11    | 7   | 3   | 21 |  | PSC       | 21 |
|  | Volksunie | 10    | 5   | 2   | 17 |  | Volksunie | 16 |
|  | FDF-RW    | 6+2   | 2+3 | 1+1 | 15 |  | FDF-RW    | 15 |
|  | PVV       | 9     | 3   | 2   | 14 |  | PVV       | 14 |
|  | PRLW-PL   | 5+2   | 3+0 | 2+0 | 12 |  | PRLW-PL   | 12 |
|  | KPB-PCB   | 1     | 0   | 0   | 1  |  | KPB-PCB   | 1  |
|  |           |       |     |     |    |  | VVP       | 1  |

Wijzigingen in fractiesamenstelling:
- In 1977 verlaat Lode Claes de Volksunie. Hij zetelt enkele maanden als onafhankelijke en richt daarna de VVP op, een voorloper van het latere Vlaams Blok.

## Lijst van de senatoren
| Senator                           | Partij    | Aanduiding                   | Kieskring                                   | Provincie       | Taalgroep  | Opmerkingen |
| --------------------------------- | --------- | ---------------------------- | ------------------------------------------- | --------------- | ---------- | --- |
| Rika De Backer                    | CVP       | Rechtstreeks gekozen senator | Antwerpen                                   | -               | Nederlands | |
| Paul Akkermans                    | CVP       | Rechtstreeks gekozen senator | Antwerpen                                   | -               | Nederlands | Voorzitter van de commissie Middenstand. |
| Frans Vanderborght                | CVP       | Rechtstreeks gekozen senator | Antwerpen                                   | -               | Nederlands | |
| Robert Gijs                       | CVP       | Rechtstreeks gekozen senator | Antwerpen                                   | -               | Nederlands | |
| Ferdinand Boey                    | PVV       | Rechtstreeks gekozen senator | Antwerpen                                   | -               | Nederlands | Ondervoorzitter. |
| Willy Calewaert                   | BSP       | Rechtstreeks gekozen senator | Antwerpen                                   | -               | Nederlands | |
| Jos Wijninckx                     | BSP       | Rechtstreeks gekozen senator | Antwerpen                                   | -               | Nederlands | |
| John Van den Eynden               | BSP       | Rechtstreeks gekozen senator | Antwerpen                                   | -               | Nederlands | |
| Hector De Bruyne                  | Volksunie | Rechtstreeks gekozen senator | Antwerpen                                   | -               | Nederlands | |
| Hector Goemans                    | Volksunie | Rechtstreeks gekozen senator | Antwerpen                                   | -               | Nederlands | Voorzitter van de commissie Verkeerswezen en PTT. |
| Constant De Clercq                | CVP       | Rechtstreeks gekozen senator | Mechelen-Turnhout                           | -               | Nederlands | Quaestor. |
| Joris Verhaegen                   | CVP       | Rechtstreeks gekozen senator | Mechelen-Turnhout                           | -               | Nederlands | |
| Jos De Seranno                    | CVP       | Rechtstreeks gekozen senator | Mechelen-Turnhout                           | -               | Nederlands | Secretaris. |
| Alfons Verbist                    | CVP       | Rechtstreeks gekozen senator | Mechelen-Turnhout                           | -               | Nederlands | |
| Paul De Clercq                    | PVV       | Rechtstreeks gekozen senator | Mechelen-Turnhout                           | -               | Nederlands | |
| Jos Houben                        | BSP       | Rechtstreeks gekozen senator | Mechelen-Turnhout                           | -               | Nederlands | |
| Wim Jorissen                      | Volksunie | Rechtstreeks gekozen senator | Mechelen-Turnhout                           | -               | Nederlands | Voorzitter van de Volksunie-fractie tot 14 juni 1977 en secretaris. |
| Guy Cudell                        | PSB       | Rechtstreeks gekozen senator | Brussel                                     | -               | Frans      | Vanaf 11 oktober 1977 voorzitter van de commissie Culturele Zaken en Wetenschapsbeleid.                                                                                                 |
| Lucien Radoux                     | PSB       | Rechtstreeks gekozen senator | Brussel                                     | -               | Frans      | |
| Cécile Goor-Eyben                 | PSC       | Rechtstreeks gekozen senator | Brussel                                     | -               | Frans      | |
| Charles Van de Put                | PSC       | Rechtstreeks gekozen senator | Brussel                                     | -               | Frans      | |
| Jos Chabert                       | CVP       | Rechtstreeks gekozen senator | Brussel                                     | -               | Nederlands | |
| Leo Lindemans                     | CVP       | Rechtstreeks gekozen senator | Brussel                                     | -               | Nederlands | |
| Mia Panneels-Van Baelen           | CVP       | Rechtstreeks gekozen senator | Brussel                                     | -               | Nederlands | |
| Jan Bascour                       | PVV       | Rechtstreeks gekozen senator | Brussel                                     | -               | Nederlands | |
| Bob Maes                          | Volksunie | Rechtstreeks gekozen senator | Brussel                                     | -               | Nederlands | |
| Lode Claes                        | Volksunie | Rechtstreeks gekozen senator | Brussel                                     | -               | Nederlands | Zetelt van 7 juni tot 23 november 1977 als onafhankelijke en vanaf 24 november 1977 in de VVP-fractie.                                                                                  |
| Jacques Van Offelen               | PL        | Rechtstreeks gekozen senator | Brussel                                     | -               | Frans      | |
| Albert Demuyter                   | PL        | Rechtstreeks gekozen senator | Brussel                                     | -               | Frans      | |
| André Lagasse                     | FDF       | Rechtstreeks gekozen senator | Brussel                                     | -               | Frans      | |
| Jacques Lepaffe                   | FDF       | Rechtstreeks gekozen senator | Brussel                                     | -               | Frans      | |
| Roland Gillet                     | FDF       | Rechtstreeks gekozen senator | Brussel                                     | -               | Frans      | Secretaris. |
| Lucienne Mathieu-Mohin            | FDF       | Rechtstreeks gekozen senator | Brussel                                     | -               | Frans      | |
| Marcel Payfa                      | FDF       | Rechtstreeks gekozen senator | Brussel                                     | -               | Frans      | |
| André Lagae                       | CVP       | Rechtstreeks gekozen senator | Leuven                                      | -               | Nederlands | Voorzitter van de commissie Landbouw. |
| Edward Leemans                    | CVP       | Rechtstreeks gekozen senator | Leuven                                      | -               | Nederlands | Voorzitter van de CVP-fractie en voorzitter van de commissie Nationale Opvoeding. |
| Jos Daems                         | PVV       | Rechtstreeks gekozen senator | Leuven                                      | -               | Nederlands | Voorzitter van de commissie Buitenlandse Handel. |
| August Bogaerts                   | BSP       | Rechtstreeks gekozen senator | Leuven                                      | -               | Nederlands | Secretaris. |
| René Basecq                       | PSB       | Rechtstreeks gekozen senator | Nijvel                                      | -               | Frans      | |
| Yves-Jean du Monceau de Bergendal | PSC       | Rechtstreeks gekozen senator | Nijvel                                      | -               | Frans      | |
| Constant Verhasselt               | FDF       | Rechtstreeks gekozen senator | Nijvel                                      | -               | Frans      | |
| Max Bury                          | PSB       | Rechtstreeks gekozen senator | Bergen-Zinnik                               | -               | Frans      | Secretaris. |
| Fernand Delmotte                  | PSB       | Rechtstreeks gekozen senator | Bergen-Zinnik                               | -               | Frans      | Voorzitter van de commissie Economische Zaken. |
| Marcel Busieau                    | PSB       | Rechtstreeks gekozen senator | Bergen-Zinnik                               | -               | Frans      | Voorzitter van de commissie Binnenlandse Zaken en Openbaar Ambt. |
| Pierre Mainil                     | PSC       | Rechtstreeks gekozen senator | Bergen-Zinnik                               | -               | Frans      | |
| André Lagneau                     | PRLW      | Rechtstreeks gekozen senator | Bergen-Zinnik                               | -               | Frans      | Voorzitter van de PRLW-PL-fractie. |
| Jacques Hoyaux                    | PSB       | Rechtstreeks gekozen senator | Charleroi-Thuin                             | -               | Frans      | |
| André Poffé                       | PSB       | Rechtstreeks gekozen senator | Charleroi-Thuin                             | -               | Frans      | |
| Arthur Meunier                    | PSB       | Rechtstreeks gekozen senator | Charleroi-Thuin                             | -               | Frans      | |
| Paul de Stexhe                    | PSC       | Rechtstreeks gekozen senator | Charleroi-Thuin                             | -               | Frans      | Ondervoorzitter tot 11 oktober 1977. |
| Etienne Duvieusart                | RW        | Rechtstreeks gekozen senator | Charleroi-Thuin                             | -               | Frans      | |
| Franz Janssens                    | PRLW      | Rechtstreeks gekozen senator | Charleroi-Thuin                             | -               | Frans      | |
| Robert Dussart                    | KPB-PCB   | Rechtstreeks gekozen senator | Charleroi-Thuin                             | -               | Frans      | |
| Jean Dulac                        | PSB       | Rechtstreeks gekozen senator | Doornik-Aat-Moeskroen                       | -               | Frans      | Quaestor. |
| Guy Spitaels                      | PSB       | Rechtstreeks gekozen senator | Doornik-Aat-Moeskroen                       | -               | Frans      | |
| Jean Kevers                       | PSC       | Rechtstreeks gekozen senator | Doornik-Aat-Moeskroen                       | -               | Frans      | Quaestor. |
| Irène Pétry                       | PSB       | Rechtstreeks gekozen senator | Luik                                        | -               | Frans      | |
| Freddy Donnay                     | PSB       | Rechtstreeks gekozen senator | Luik                                        | -               | Frans      | |
| Charles-Joseph Bailly             | PSB       | Rechtstreeks gekozen senator | Luik                                        | -               | Frans      | |
| Huberte Hanquet                   | PSC       | Rechtstreeks gekozen senator | Luik                                        | -               | Frans      | |
| Michel Paulus                     | PSC       | Rechtstreeks gekozen senator | Luik                                        | -               | Frans      | Vervangt vanaf 5 mei 1977 Jacques Pirmolin, die verkiest om gedeputeerde van de provincie Luik te blijven.                                                                              |
| Pierre Bertrand                   | RW        | Rechtstreeks gekozen senator | Luik                                        | -               | Frans      | Voorzitter van de FDF-RW-fractie. |
| Emile-Edgard Jeunehomme           | PRLW      | Rechtstreeks gekozen senator | Luik                                        | -               | Frans      | |
| Eugène Lecoq                      | PSB       | Rechtstreeks gekozen senator | Hoei-Borgworm                               | -               | Frans      | |
| Nicolas Stassart                  | PSB       | Rechtstreeks gekozen senator | Hoei-Borgworm                               | -               | Frans      | |
| Albert Daulne                     | PSB       | Rechtstreeks gekozen senator | Verviers                                    | -               | Frans      | Vervangt vanaf 9 februari 1978 de overleden Hubert Parotte. |
| Georges Gramme                    | PSC       | Rechtstreeks gekozen senator | Verviers                                    | -               | Frans      | Ondervoorzitter vanaf 11 oktober 1977. |
| Jean Gillet                       | PRLW      | Rechtstreeks gekozen senator | Verviers                                    | -               | Frans      | |
| Clara Smitt                       | CVP       | Rechtstreeks gekozen senator | Hasselt-Tongeren-Maaseik                    | -               | Nederlands | |
| Lambert Croux                     | CVP       | Rechtstreeks gekozen senator | Hasselt-Tongeren-Maaseik                    | -               | Nederlands | |
| Frans Vangronsveld                | CVP       | Rechtstreeks gekozen senator | Hasselt-Tongeren-Maaseik                    | -               | Nederlands | |
| Max Smeers                        | CVP       | Rechtstreeks gekozen senator | Hasselt-Tongeren-Maaseik                    | -               | Nederlands | |
| Eloi Vandersmissen                | PVV       | Rechtstreeks gekozen senator | Hasselt-Tongeren-Maaseik                    | -               | Nederlands | |
| Jean Férir                        | BSP       | Rechtstreeks gekozen senator | Hasselt-Tongeren-Maaseik                    | -               | Nederlands | |
| Rik Vandekerckhove                | Volksunie | Rechtstreeks gekozen senator | Hasselt-Tongeren-Maaseik                    | -               | Nederlands | |
| Henri Cugnon                      | PSB       | Rechtstreeks gekozen senator | Aarlen-Marche-Bastenaken-Neufchâteau-Virton | -               | Frans      | |
| Charles Hanin                     | PSC       | Rechtstreeks gekozen senator | Aarlen-Marche-Bastenaken-Neufchâteau-Virton | -               | Frans      | Voorzitter van de PSC-fractie. |
| Robert Belot                      | PSB       | Rechtstreeks gekozen senator | Namen-Dinant-Philippeville                  | -               | Frans      | Vervangt vanaf 10 oktober 1978 Félix Cuvellier, die op pensioen gaat. |
| Jean-Baptiste Poulain             | PSB       | Rechtstreeks gekozen senator | Namen-Dinant-Philippeville                  | -               | Frans      | Vervangt vanaf 5 mei 1977 Emile Lacroix, die provinciaal senator wordt. |
| Antoine Humblet                   | PSC       | Rechtstreeks gekozen senator | Namen-Dinant-Philippeville                  | -               | Frans      | |
| Michel Toussaint                  | PRLW      | Rechtstreeks gekozen senator | Namen-Dinant-Philippeville                  | -               | Frans      | |
| Maurice Van Herreweghe            | CVP       | Rechtstreeks gekozen senator | Gent-Eeklo                                  | -               | Nederlands | |
| Antoon Van Nevel                  | CVP       | Rechtstreeks gekozen senator | Gent-Eeklo                                  | -               | Nederlands | |
| Georgia Turf-De Munter            | CVP       | Rechtstreeks gekozen senator | Gent-Eeklo                                  | -               | Nederlands | |
| Aimé Canipel                      | BSP       | Rechtstreeks gekozen senator | Gent-Eeklo                                  | -               | Nederlands | |
| Jean Pede                         | PVV       | Rechtstreeks gekozen senator | Gent-Eeklo                                  | -               | Nederlands | Voorzitter van de PVV-fractie tot 11 oktober 1977. |
| Oswald Van Ooteghem               | Volksunie | Rechtstreeks gekozen senator | Gent-Eeklo                                  | -               | Nederlands | |
| Etienne Cooreman                  | CVP       | Rechtstreeks gekozen senator | Dendermonde-Sint-Niklaas                    | -               | Nederlands | |
| Julien Vergeylen                  | CVP       | Rechtstreeks gekozen senator | Dendermonde-Sint-Niklaas                    | -               | Nederlands | |
| Jaak De Graeve                    | BSP       | Rechtstreeks gekozen senator | Dendermonde-Sint-Niklaas                    | -               | Nederlands | |
| Maurits Coppieters                | Volksunie | Rechtstreeks gekozen senator | Dendermonde-Sint-Niklaas                    | -               | Nederlands | |
| Wim Verleysen                     | CVP       | Rechtstreeks gekozen senator | Oudenaarde-Aalst                            | -               | Nederlands | |
| Emile Edouard Cuvelier            | PVV       | Rechtstreeks gekozen senator | Oudenaarde-Aalst                            | -               | Nederlands | Voorzitter van de commissie Volksgezondheid en Gezinszorg. |
| Maurice De Padt                   | PVV       | Rechtstreeks gekozen senator | Oudenaarde-Aalst                            | -               | Nederlands | |
| Willy Vernimmen                   | BSP       | Rechtstreeks gekozen senator | Oudenaarde-Aalst                            | -               | Nederlands | |
| Roger Windels                     | CVP       | Rechtstreeks gekozen senator | Brugge                                      | -               | Nederlands | |
| Marcel Vandewiele                 | CVP       | Rechtstreeks gekozen senator | Brugge                                      | -               | Nederlands | |
| Omaar Carpels                     | BSP       | Rechtstreeks gekozen senator | Brugge                                      | -               | Nederlands | |
| Albert Lavens                     | CVP       | Rechtstreeks gekozen senator | Kortrijk-Ieper                              | -               | Nederlands | Voorzitter van de commissie Openbare Werken, Huisvesting en Ruimtelijke Ordening. |
| Hilaire Lahaye                    | PVV       | Rechtstreeks gekozen senator | Kortrijk-Ieper                              | -               | Nederlands | Quaestor. |
| Armand De Rore                    | BSP       | Rechtstreeks gekozen senator | Kortrijk-Ieper                              | -               | Nederlands | Voorzitter van de commissie Tewerkstelling, Arbeid en Sociale Voorzorg. |
| Michel Capoen                     | Volksunie | Rechtstreeks gekozen senator | Kortrijk-Ieper                              | -               | Nederlands | |
| Roger Vannieuwenhuyze             | CVP       | Rechtstreeks gekozen senator | Roeselare-Tielt                             | -               | Nederlands | |
| Willy Persyn                      | Volksunie | Rechtstreeks gekozen senator | Roeselare-Tielt                             | -               | Nederlands | |
| Jules Van Canneyt                 | CVP       | Rechtstreeks gekozen senator | Veurne-Diksmuide-Oostende                   | -               | Nederlands | |
| Georges Mommerency                | BSP       | Rechtstreeks gekozen senator | Veurne-Diksmuide-Oostende                   | -               | Nederlands | |
| Herman Deleeck                    | CVP       | Provinciaal senator          | -                                           | Antwerpen       | Nederlands | |
| Isidore Egelmeers                 | BSP       | Provinciaal senator          | -                                           | Antwerpen       | Nederlands | |
| Zefa Raeymaekers                  | CVP       | Provinciaal senator          | -                                           | Antwerpen       | Nederlands | |
| Jos Vangeel                       | CVP       | Provinciaal senator          | -                                           | Antwerpen       | Nederlands | |
| Hugo Adriaensens                  | BSP       | Provinciaal senator          | -                                           | Antwerpen       | Nederlands | |
| René Nauwelaerts                  | CVP       | Provinciaal senator          | -                                           | Antwerpen       | Nederlands | |
| Carlo Van Elsen                   | Volksunie | Provinciaal senator          | -                                           | Antwerpen       | Nederlands | |
| Herman Vanderpoorten              | PVV       | Provinciaal senator          | -                                           | Antwerpen       | Nederlands | Voorzitter van de PVV-fractie vanaf 11 oktober 1977. |
| Leo Vanackere                     | CVP       | Provinciaal senator          | -                                           | Brabant         | Nederlands | |
| Émile Guillaume                   | FDF       | Provinciaal senator          | -                                           | Brabant         | Frans      | Voorzitter van de commissie Ontwikkelingssamenwerking. |
| Fernand Piot                      | CVP       | Provinciaal senator          | -                                           | Brabant         | Nederlands | |
| Fernand Herman                    | PSC       | Provinciaal senator          | -                                           | Brabant         | Frans      | |
| Valmy Féaux                       | PSB       | Provinciaal senator          | -                                           | Brabant         | Frans      | Vervangt vanaf 11 oktober 1977 Pierre Falize, die provinciegouverneur van Namen wordt. Falize was tot 1 augustus 1977 voorzitter van de commissie Culturele Zaken en Wetenschapsbeleid. |
| Edgard Coppens                    | BSP       | Provinciaal senator          | -                                           | Brabant         | Nederlands | |
| Robert Vandezande                 | Volksunie | Provinciaal senator          | -                                           | Brabant         | Nederlands | |
| Serge Moureaux                    | FDF       | Provinciaal senator          | -                                           | Brabant         | Frans      | |
| Joseph Fiévez                     | RW        | Provinciaal senator          | -                                           | Brabant         | Frans      | |
| Geneviève Ryckmans-Corin          | PSC       | Provinciaal senator          | -                                           | Brabant         | Frans      | |
| Simon Février                     | PVV       | Provinciaal senator          | -                                           | Brabant         | Nederlands | |
| Gaston Hercot                     | PSB       | Provinciaal senator          | -                                           | Henegouwen      | Frans      | Ondervoorzitter. |
| Edgard Hismans                    | PSB       | Provinciaal senator          | -                                           | Henegouwen      | Frans      | |
| Raoul Van Spitael                 | PSB       | Provinciaal senator          | -                                           | Henegouwen      | Frans      | |
| Pierre Leroy                      | RW        | Provinciaal senator          | -                                           | Henegouwen      | Frans      | |
| Lucienne Gillet                   | PSC       | Provinciaal senator          | -                                           | Henegouwen      | Frans      | |
| Pierre Descamps                   | PRLW      | Provinciaal senator          | -                                           | Henegouwen      | Frans      | Voorzitter van de commissie Landsverdediging. |
| Marcel Peigneux                   | PSB       | Provinciaal senator          | -                                           | Luik            | Frans      | |
| Georges Flagothier                | PSC       | Provinciaal senator          | -                                           | Luik            | Frans      | |
| Gaston Paque                      | PSB       | Provinciaal senator          | -                                           | Luik            | Frans      | |
| Paul-Charles Goossens             | PSB       | Provinciaal senator          | -                                           | Luik            | Frans      | |
| Maurice Olivier                   | PRLW      | Provinciaal senator          | -                                           | Luik            | Frans      | |
| Evrard Raskin                     | Volksunie | Provinciaal senator          | -                                           | Limburg         | Nederlands | |
| Jan Gerits                        | CVP       | Provinciaal senator          | -                                           | Limburg         | Nederlands | |
| Willem Mesotten                   | CVP       | Provinciaal senator          | -                                           | Limburg         | Nederlands | Secretaris. |
| Robert Conrotte                   | PSC       | Provinciaal senator          | -                                           | Luxemburg       | Frans      | |
| Jules Coen                        | PRLW      | Provinciaal senator          | -                                           | Luxemburg       | Frans      | |
| Fernand Massart                   | RW        | Provinciaal senator          | -                                           | Luxemburg       | Frans      | |
| Emile Lacroix                     | PSB       | Provinciaal senator          | -                                           | Namen           | Frans      | |
| André Tilquin                     | PSC       | Provinciaal senator          | -                                           | Namen           | Frans      | |
| Dieudonné André                   | PSC       | Provinciaal senator          | -                                           | Namen           | Frans      | Voorzitter van de commissie Financiën. |
| René D'Haeyer                     | PVV       | Provinciaal senator          | -                                           | Oost-Vlaanderen | Nederlands | |
| Avil Geerinck                     | Volksunie | Provinciaal senator          | -                                           | Oost-Vlaanderen | Nederlands | |
| Bernard Van Hoeylandt             | BSP       | Provinciaal senator          | -                                           | Oost-Vlaanderen | Nederlands | Quaestor. |
| Walter Claeys                     | CVP       | Provinciaal senator          | -                                           | Oost-Vlaanderen | Nederlands | |
| Ferdinand De Bondt                | CVP       | Provinciaal senator          | -                                           | Oost-Vlaanderen | Nederlands | |
| Paula D'Hondt                     | CVP       | Provinciaal senator          | -                                           | Oost-Vlaanderen | Nederlands | |
| Albert Deconinck                  | BSP       | Provinciaal senator          | -                                           | West-Vlaanderen | Nederlands | |
| Achiel Vandenabeele               | CVP       | Provinciaal senator          | -                                           | West-Vlaanderen | Nederlands | |
| André Vanhaverbeke                | CVP       | Provinciaal senator          | -                                           | West-Vlaanderen | Nederlands | |
| André Bourgeois                   | CVP       | Provinciaal senator          | -                                           | West-Vlaanderen | Nederlands | |
| Guido Van In                      | Volksunie | Provinciaal senator          | -                                           | West-Vlaanderen | Nederlands | |
| Donald Fallon                     | PSC       | Gecoöpteerd senator          | -                                           | -               | Frans      | |
| François Perin                    | PRLW      | Gecoöpteerd senator          | -                                           | -               | Frans      | |
| Alfred Evers                      | PRLW      | Gecoöpteerd senator          | -                                           | -               | Frans      | |
| Robert Lacroix                    | PSB       | Gecoöpteerd senator          | -                                           | -               | Frans      | |
| John Van Waterschoot              | CVP       | Gecoöpteerd senator          | -                                           | -               | Nederlands | |
| Lucienne Herman-Michielsens       | PVV       | Gecoöpteerd senator          | -                                           | -               | Nederlands | |
| Jean Sondag                       | PSC       | Gecoöpteerd senator          | -                                           | -               | Frans      | Voorzitter van de commissie Leefmilieu. |
| Robert Vandekerckhove             | CVP       | Gecoöpteerd senator          | -                                           | -               | Nederlands | Parlementsvoorzitter en voorzitter van de commissie Buitenlandse Zaken. |
| Nora Staels-Dompas                | CVP       | Gecoöpteerd senator          | -                                           | -               | Nederlands | |
| Charly Talbot                     | RW        | Gecoöpteerd senator          | -                                           | -               | Frans      | Vervangt vanaf 10 november 1977 Françoise Lassance-Hermant, die uit RW stapt en haar zetel teruggeeft aan haar partij.                                                                  |
| Amedé De Baere                    | BSP       | Gecoöpteerd senator          | -                                           | -               | Nederlands | |
| Maurice Dewulf                    | CVP       | Gecoöpteerd senator          | -                                           | -               | Nederlands | |
| Rik Kuylen                        | CVP       | Gecoöpteerd senator          | -                                           | -               | Nederlands | |
| Gaston Geens                      | CVP       | Gecoöpteerd senator          | -                                           | -               | Nederlands | |
| Albert Delpérée                   | FDF       | Gecoöpteerd senator          | -                                           | -               | Frans      | |
| Marc-Antoine Pierson              | PSB       | Gecoöpteerd senator          | -                                           | -               | Frans      | Voorzitter van de PSB-BSP-fractie en voorzitter van de commissie Justitie. |
| Fortuné Lambiotte                 | PSB       | Gecoöpteerd senator          | -                                           | -               | Frans      | |
| Joanna Nauwelaerts-Thues          | BSP       | Gecoöpteerd senator          | -                                           | -               | Nederlands | |
| Willy Seeuws                      | BSP       | Gecoöpteerd senator          | -                                           | -               | Nederlands | |
| Marcel Storme                     | CVP       | Gecoöpteerd senator          | -                                           | -               | Nederlands | |
| André Sweert                      | PSB       | Gecoöpteerd senator          | -                                           | -               | Frans      | |
| Guy Lutgen                        | PSC       | Gecoöpteerd senator          | -                                           | -               | Frans      | |
| Frans Van der Elst                | Volksunie | Gecoöpteerd senator          | -                                           | -               | Nederlands | Voorzitter van de Volksunie-fractie vanaf 23 juni 1977. |
| Eugeen De Facq                    | Volksunie | Gecoöpteerd senator          | -                                           | -               | Nederlands | |
| Louis Waltniel                    | PVV       | Gecoöpteerd senator          | -                                           | -               | Nederlands | |
| Albert van België                 | -         | Senator van rechtswege       | -                                           | -               | -          | |